# Friedhof in Okel

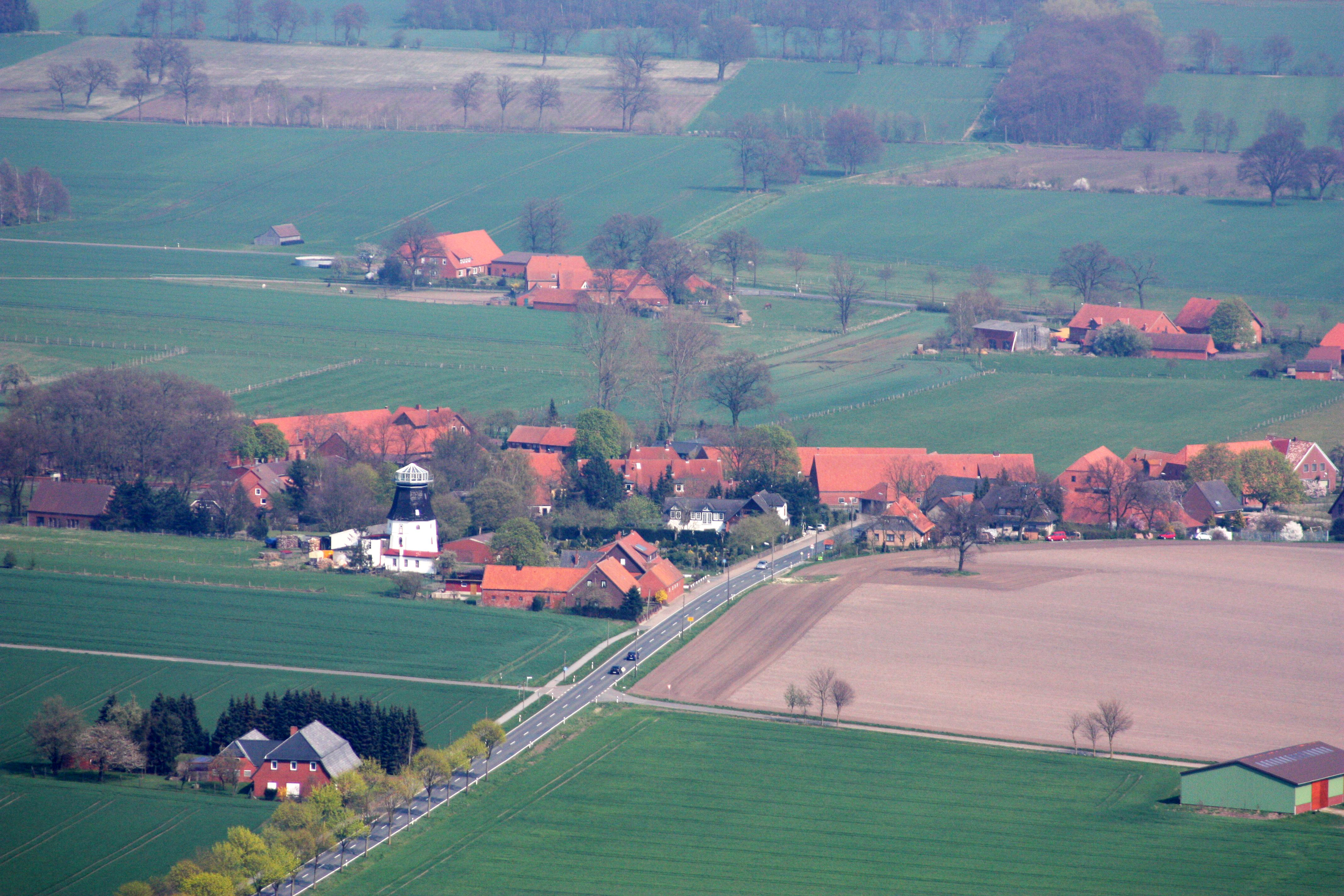
Der Okeler Friedhof befindet sich rechts von der Windmühle (ohne Flügel)

Der  Friedhof in Okel  liegt im Ortsteil Okel der Stadt Syke im niedersächsischen Landkreis Diepholz. Es ist der Begräbnisplatz für die Verstorbenen aus Okel. 

## Beschreibung
Obwohl Okel zum Kirchspiel Barrien gehört, das über einen eigenen Friedhof im Syker Ortsteil Barrien verfügt, existiert in Okel ein eigener Friedhof. Er befindet sich an der südlich verlaufenden „Okeler Straße“ (= Landesstraße L 333) zwischen den Häusern Nr. 9 und Nr. 11 und dem nördlich verlaufenden „Kapellenweg“ und der Straße „Zwei Mühlen“. Er ist etwa 160 Meter lang und etwa 70 Meter breit. 
Auf dem Friedhof befindet sich ein Kriegerdenkmal (siehe Kriegerdenkmale in Syke#Okel). Es enthält die Namen von 24 Gefallenen und Vermissten aus dem Ersten Weltkrieg und die Namen von 31 Gefallenen und 12 Vermissten aus dem Zweiten Weltkrieg.